# Дзержинка (Чечня)
Дзержинка — покинутый населённый пункт (бывший хутор) в Гудермесском районе Чечни.

## География
Был расположен в 19 км к северо-востоку от города Гудермес, в начале канала имени Дзержинского, на границе с Хасавюртовским районом Дагестана.

## История
Хутор появился в начале 1940-х годов, как посёлок строителей канала имени Дзержинского (откуда и название).